# Evangelický kostel (Krouna)
Evangelický kostel se nalézá uprostřed evangelického hřbitova v jižní části obce Krouna v okrese Chrudim. Kostel se svojí 52 m vysokou věží vytváří výraznou dominantu obce. Evangelický kostel v obci Krouna je od roku 1958 chráněn jako nemovitá kulturní památka ČR.

## Historie
Již brzy po vydání tolerančního patentu vznikl již před koncem roku 1781 v obci reformovaný sbor jako jeden z prvních v Čechách. Sbor neměl kostel ani modlitebnu, proto byl v roce 1784 postaven v obci Krouna dřevěný toleranční kostel.
27. července 1874 byla zahájena stavba nového kamenného evangelického kostela položením základního kamene podle projektu chrudimského architekta Františka Schmoranze staršího. Výstavba kostela v novogotickém stylu byla dokončena v roce 1891.
V letech 1984–1987 proběhla generální oprava kostela, kdy byla pořízena fasáda, oprava krovu a věže a provedeno oplechování měděnou krytinou.

Dalšími opravami prošel kostel na přelomu 20. a 21. století. Tehdy byla provedena generální oprava varhan a provedeno ozvučení celého kostela.

## Popis
Evangelický kostel v obci Krouna orientovaný, trojlodní kostel na obdélného půdorysu s odsazeným pětibokým presbytářem a vysokou věží nad západním průčelím. Fasády kostela jsou vápennou omítkou okrové barvy a členěny pískovcovými neomítnutými opěrnými pilíři.
Západní vstupní průčelí kostela je trojosé, uprostřed vede ke vstupu do kostela kamenné schodiště. Vstupní klenutý neogotický portál se nachází mezi dvěma pískovcovými opěrnými pilíři, nade dveřmi je půlkruhový záklenek s kamennými kružbami. Nad vstupním portálem je umístěno kruhové rozetové okno s neogotickými kružbami. Nad oknem je nad profilovanou římsou v ozdobném štítu umístěno klenuté okno.
Po stranách vstupu jsou ve dvou úrovních úzká, půlkruhově zaklenutá okna. V nárožích jsou kamenné opěrné pilíře. Okolo celého kostela prochází korunní římsa s ozdobným zubořezem.
Polygonální věž tyčící se nad západním průčelím je vysoká 52 m. Věž je založena na polygonálním půdorysu, střídají se  strany s drobným kruhovým okénkem a strany se dvojicemi sdružených neorománských okének s válcovými dříky uprostřed. Věž je zakončena jehlancovou střechu s makovicí a zlacenou hvězdou.
Boky kostela jsou pětiosé, jednotlivé osy s vysokými zaklenutými okny jsou oddělené opěrnými pilíři. Nad každým vysokým oknem je ozdobný zubořez a pod střechou pod korunní římsou jsou drobná kruhová půdní okénka.
Presbytář kostela je polygonální, vůči lodi podstatně drobnější, osvětluje jej šest vysokých zaklenutých oken stejných jako na kostelní lodi, oddělených mezi sebou opěrnými pískovcovými pilíři. Nad každým vysokým oknem je ozdobný zubořez a pod střechou pod korunní římsou jsou drobná kruhová půdní okénka.
Sedlová střecha kostela je krytá měděným plechem.
Interiér kostela je prostý, stůl Páně a kazatelna jsou dřevěné, vyřezávané od třebechovického mistra Josefa Podstaty.

## Galerie

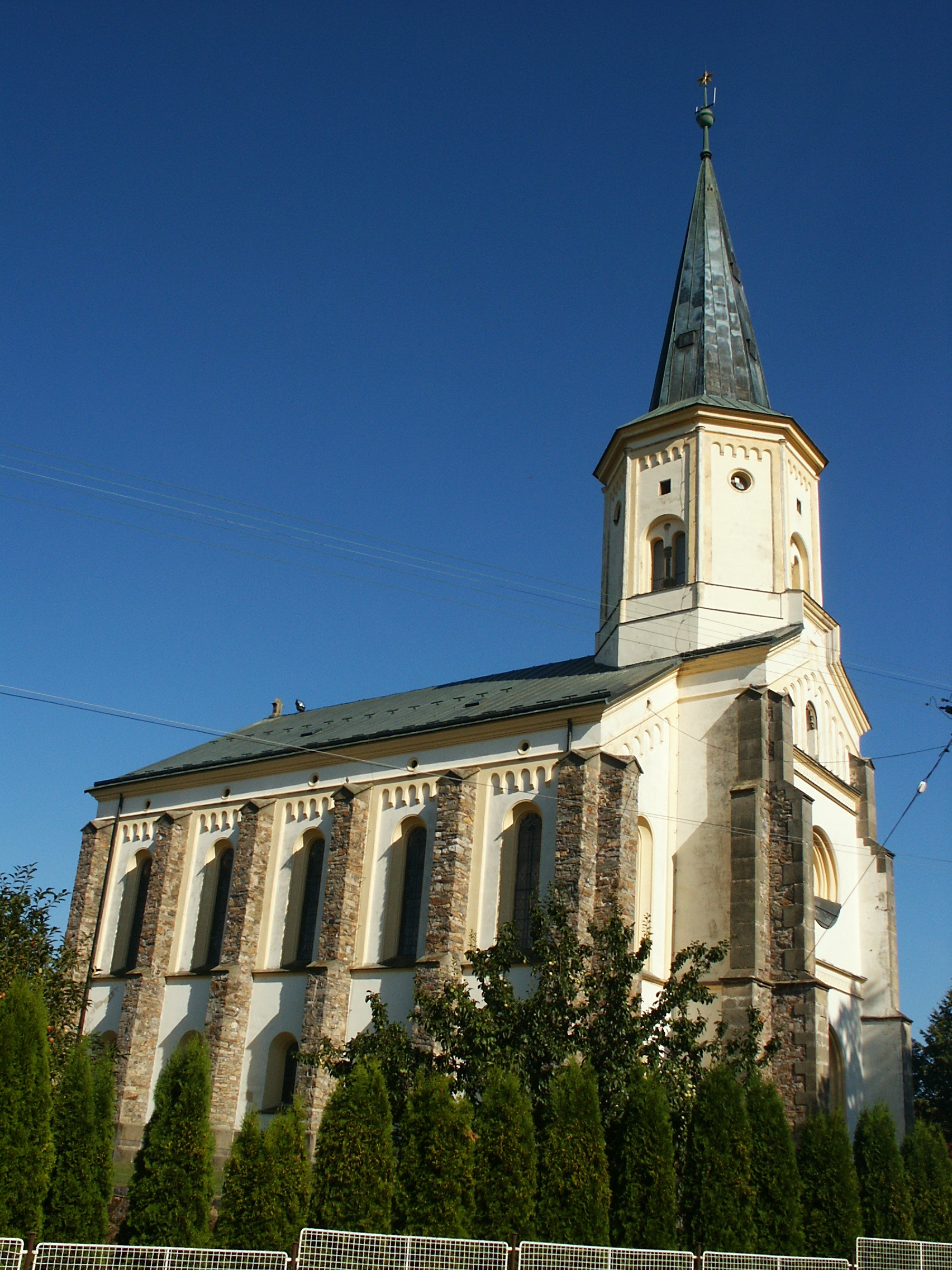
evangelický kostel v Krouně
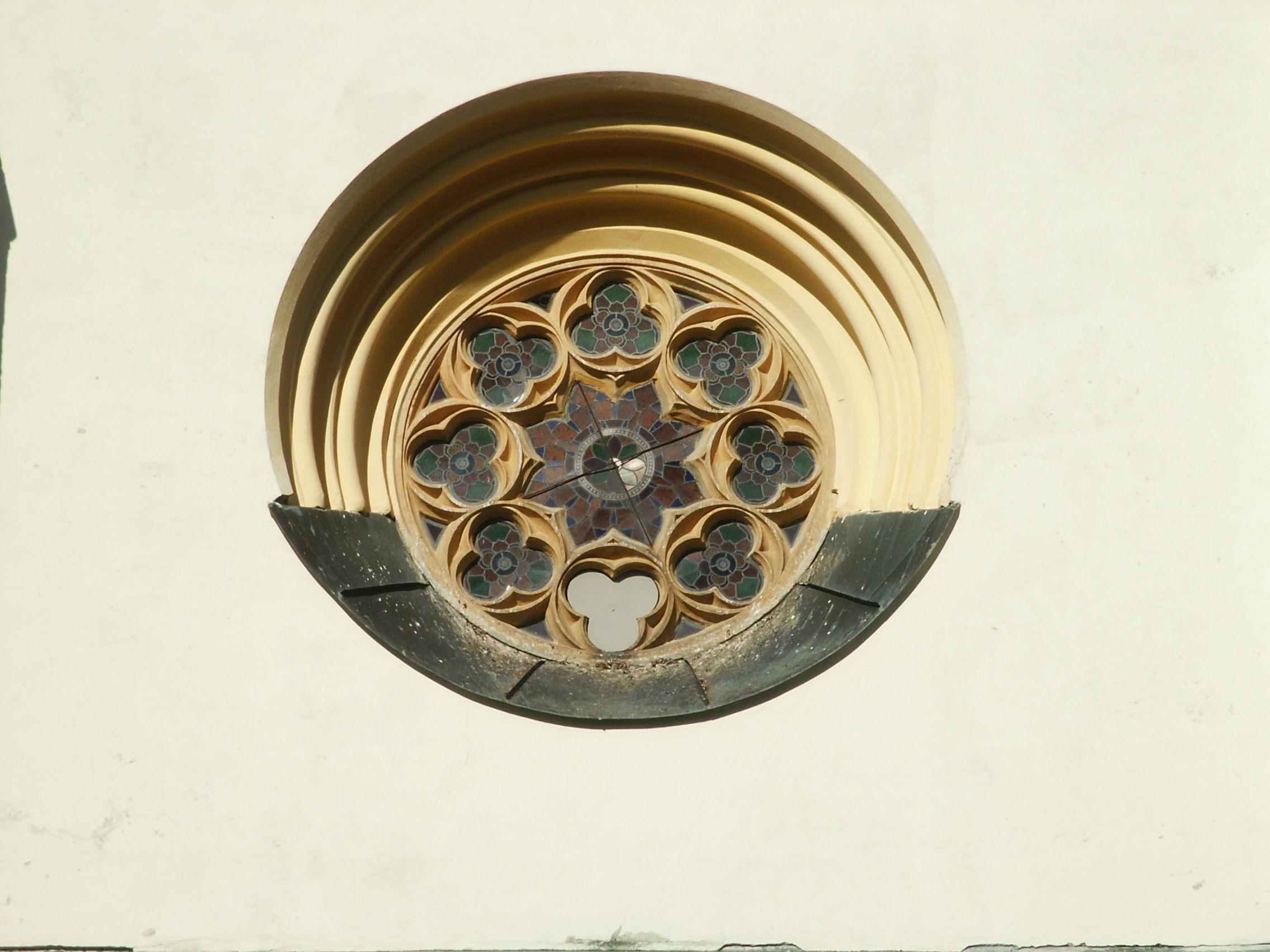
evangelický kostel v Krouně - rozetové okno
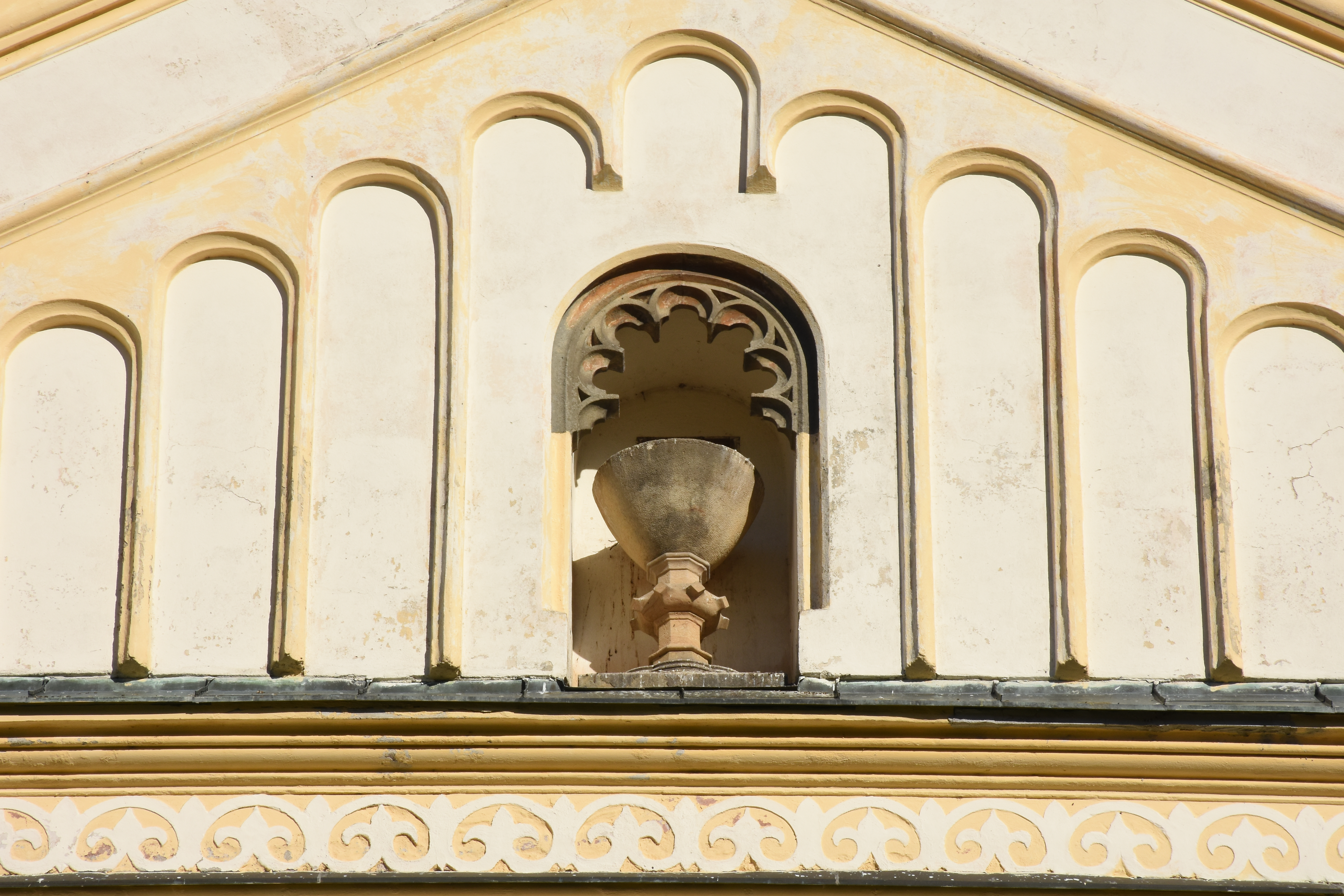
evangelický kostel v Krouně - štít průčelí kostela
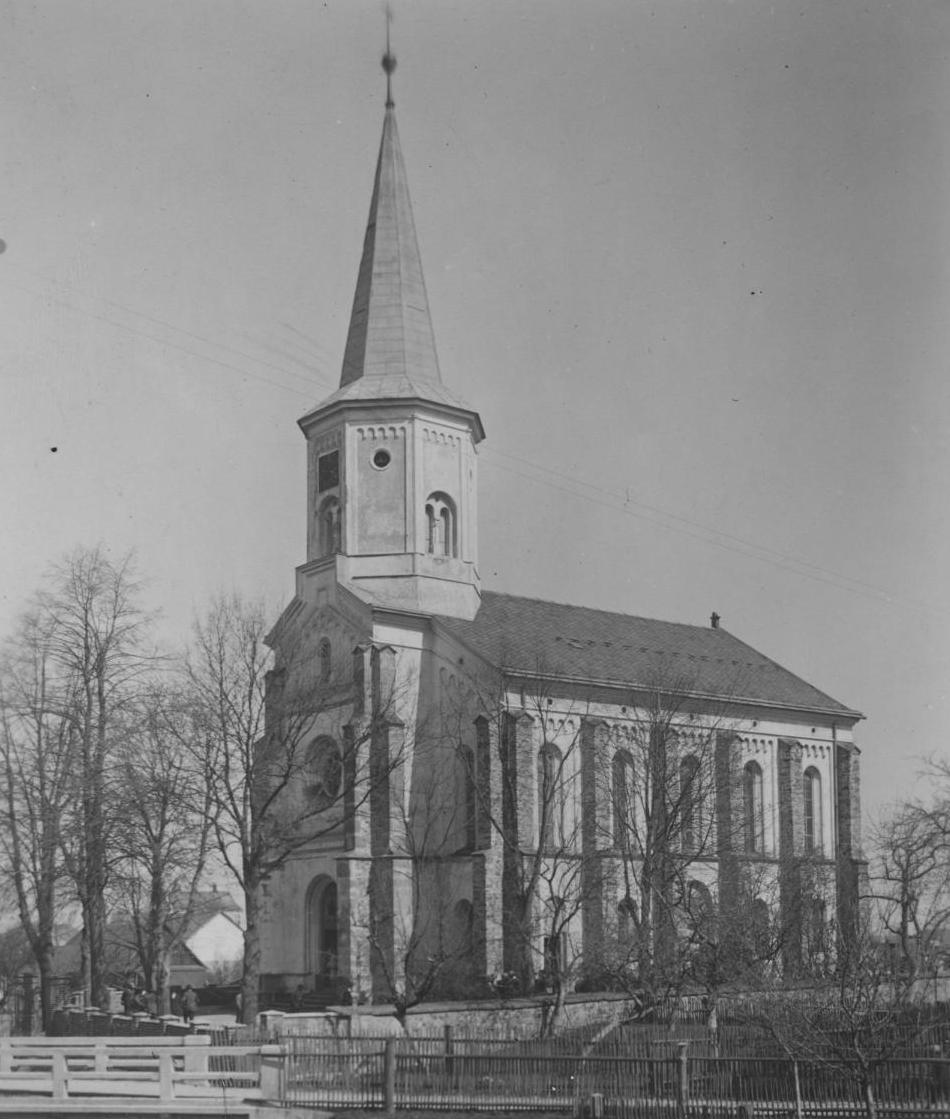
evangelický kostel v Krouně v roce 1939